# Pumpspeicherkraftwerk Rur
Das Pumpspeicherkraftwerk Rur war ein geplantes Pumpspeicherkraftwerk im Zusammenhang mit dem Rurstausee in Simmerath in der Eifel. Das Projekt wurde zurückgezogen und wird nicht verwirklicht. Der Antragsteller hat seine Pläne zurückgezogen. Zu groß waren der gesellschaftliche und politische Widerstand gegen das 700-Millionen-Euro-Projekt. Der Regionalrat beendete in seiner Sitzung am 11. Oktober 2013 mit einem ablehnenden Mehrheitsbeschluss die Planungen. Der Baubeginn war für 2016 geplant, die Inbetriebnahme der Anlage nach 2020.

## Einzelheiten der Planung
Das Projekt des Energieversorgungsunternehmens Trianel sah vor, die Rurtalsperre (auch bekannt unter dem Namen Rursee) als Unterbecken zu nutzen und auf einem 220 m höher gelegenen Gelände ein Oberbecken mit 7,6 Mio. m³ Speicherinhalt zu errichten. Als Standort war die Fläche des Windparks nördlich der Landesstraße 246 vorgesehen. Nordöstlich des Simmerather Ortsteils Strauch sollte das Oberbecken mit einer Fläche von etwa 60 Fußballfeldern und einem Fassungsvermögen von 7,6 Millionen Kubikmetern Wasser entstehen. Geplant war eine Kraftwerksleistung von 640 MW und ein drei Kilometer langer Stollen zwischen Talsperre und Becken, der das Wasser mit einem Volumenstrom von 340 m³/s zu den Turbinen führen sollte. Die Rurtalsperre, die vom Wasserverband Eifel-Rur (WVER) betrieben wird, ist mit ihrem Speichervolumen von 203,2 Mio. m³ die zweitgrößte Talsperre Deutschlands.
Der Wirkungsgrad des Pumpspeicherwerks sollte 80 % betragen. Unter Volllast hätte es sechs Stunden lang Strom erzeugen können. Die Fläche des Oberbeckens hätte 80 ha (einschließlich Ringdamm) beansprucht, die Wasseroberfläche sollte 50 ha groß werden. Gemäß einer Studie der Ingenieurgesellschaft HPI Hydroprojekt sollte die erforderliche Mindeststauhöhe an 99 Prozent der Einsatztage erreicht werden.
Die Landesregierung in Nordrhein-Westfalen unter Hannelore Kraft hatte sich in ihrem Koalitionsvertrag für die Jahre 2012 bis 2017 zu dem Projekt bekannt.

## Kritik
Durch den Betrieb des Pumpspeicherkraftwerks, das mit 640 MW die viertgrößte Anlage ihrer Art in Deutschland wäre, käme es zu Schwankungen des Rurseepegels von bis zu 2 Metern. Neben den dadurch bedingten möglichen negativen Auswirkungen auf Flora und Fauna rund um den Rursee befürchteten Anwohner und Freizeitnutzer, dass der Tourismus- und Naherholungsstandort Rursee durch ein Pumpspeicherkraftwerk an Attraktivität verlieren könnte. In einer Stellungnahme zum Projekt vom Juni 2012 sah sich die Gemeinschaft der Sportvereine Rursee aber bislang in einem intensiven Dialog mit dem Vorhabensträger Trianel und den Behörden, forderte jedoch die Klärung noch offener Fragen und eine konstruktive Zusammenarbeit im weiteren Projektverlauf. Gegen den Bau des Pumpspeicherwerks hatte sich die Bürgerinitiative „Rettet den Rursee e. V.“ formiert.